# Bzdurka
Bzdurka (Krupówka) – strumień, dopływ Wieprza o długości 9,27 km i powierzchni zlewni 37,95 km².
Strumień wypływa na terenie wsi Ostrów Krupski i płynie na zachód. W Krupem przepływa pod drogą wojewódzką nr 812. Około 1 km dalej rzeka przy ruinach starego zamku tworzy staw. Następnie przepływa przez Krupiec, w sąsiednim Wincentowie przepływa pod linią kolejową nr 69, a kilkaset metrów dalej zasila dwa niewielkie stawy hodowlane i wpada do Wieprza. Jakość wód Bzdurki odpowiada III klasie czystości.